# باول إس. فيكتور
باول إس. فيكتور (بالإنجليزية: Paul S. Victor)‏ هو عازف جاز أمريكي، ولد في 8 سبتمبر 1965 في كاستريس في سانت لوسيا.